# Total War: Three Kingdoms
Total War: Three Kingdoms là một game chiến lược theo lượt pha trộn chiến thuật thời gian thực sắp tới do hãng Creative Assembly phát triển và Sega phát hành trên PC. Là phần chính thứ 12 trong dòng Total War, trò chơi được phát hành cho Microsoft Windows vào ngày 23 tháng 5 năm 2019. Feral Interactive đã thông báo rằng trò chơi sẽ đến với macOS và Linux ngay sau khi phát hành phiên bản Windows.

## Lối chơi
Giống như phiên bản tiền nhiệm của dòng game, Total War: Three Kingdoms là game thuộc thể loại chiến lược theo lượt pha trộn chiến thuật thời gian thực. Lấy bối cảnh thời kỳ Tam Quốc, người chơi điều khiển một trong mười một phe trong game, tham gia cuộc tranh hùng tiêu diệt các phe phái khác, thống nhất Trung Quốc và trở thành người cai trị cuối cùng. Những phe phái này dưới sự lãnh đạo của các vị sứ quân, bao gồm Tào Tháo, Lưu Bị và Tôn Kiên. Trong các trận công thành chiến, người chơi chỉ huy cả bộ binh và kỵ binh. Tất cả các đơn vị xuất hiện trong game đều được chia thành các đám tùy tùng khác nhau, với mỗi người dưới quyền một vị tướng kiêu hùng. Người chơi chỉ có thể triển khai ba vị tướng vào chiến trường cùng một lúc, và chỉ có quyền tiếp cận các đơn vị quân mà các tướng có thể chiêu mộ được. Người chơi thắng trận công thành chiến khi giết sạch tất cả các tướng địch hoặc chiếm được điểm trung tâm của thành phố. Những vị tướng này, có thể được chỉ huy riêng biệt khỏi đạo quân của họ, sở hữu vũ khí và vật phẩm độc đáo, rất dễ bị cướp mất một khi họ bị giết. Ví dụ, Ngựa Xích Thố của Lã Bố có thể bị các tướng khác đoạt lấy và sử dụng tùy ý. Các tướng lĩnh cũng có thể tham gia vào những trận đấu tay đôi một chọi một, và kết thúc khi một trong số họ chết hoặc bỏ chạy. Mỗi vị tướng cũng có các tuyệt kỹ và trạng thái khác nhau, ban cho đơn vị quân của họ cả buff động và thụ động. Nhóm phát triển cũng giới thiệu khái niệm "guanxi" (關係 ahv. quan hệ) vào trong game, theo đó thì mỗi vị tướng sẽ tạo thành các mối liên kết xã hội và mối quan hệ với các nhân vật khác. Xem các khái niệm như  "nghĩa vụ, có đi có lại và tin tưởng" là những đức tính quan trọng, những tướng lĩnh này có những tính cách và ham muốn độc đáo mà người chơi cần phải chú tâm. Nếu nhu cầu của họ không được đáp ứng, thang điểm hạnh phúc của họ sẽ giảm xuống và điều này rất dễ dẫn đến nhiều hậu quả tai hại cho người chơi.
Game có hai mục chơi. Phần thứ nhất, "Romance mode", dựa trên cuốn tiểu thuyết Tam quốc diễn nghĩa, ở phần chơi này các tướng lĩnh được trời phú cho sức mạnh gần như siêu phàm. Phần chơi khác, "Records mode", dựa trên bộ chính sử Tam quốc chí, có nội dung bám sát sự thực lịch sử hơn. Trong Records mode, sức mạnh vô song của các tướng lĩnh bị loại bỏ và họ không thể được chỉ huy một cách riêng biệt nữa.

## Bối cảnh
Trò chơi bắt đầu vào năm 190 Công nguyên, khi nhà Hán từng một thời thịnh trị giờ đang trên bờ vực sụp đổ. Vị hoàng đế mới, Hiến Đế, lên ngôi khi mới có 8 tuổi, bị thừa tướng Đổng Trác ra sức thao túng, khiến thiên hạ đại loạn. Các thế lực sứ quân mới nổi lên và hình thành liên minh bắt đầu chiến dịch chống Đổng Trác. Với mỗi vị lãnh chúa có tham vọng cá nhân và lòng trung thành liên tục thay đổi, những kẻ hào kiệt xuất hiện từ các cuộc tranh hùng kéo dài sẽ hình thành tương lai của Trung Quốc.

## Phát triển và phát hành
Trò chơi được phát triển bởi Creative Assembly. Creative Assembly góp phần tinh chế nhiều yếu tố trong game, mang lại những thay đổi cho cả trí tuệ nhân tạo và giao diện người dùng. Nhóm phát triển đã giới thiệu hệ thống "guanxi" nhằm biến các nhân vật và tướng lĩnh đóng vai trò quan trọng hơn trong game, chẳng hạn như Records và Romances, hai trong số các nguồn tài liệu nổi bật nhất của nhóm, tập trung rất lớn vào nhân vật. Không giống như các bản Total War trước đó khi mà các nhân vật hiếm khi tương tác với nhau, các tướng lĩnh trong phiên bản này đang tích cực hình thành những mối quan hệ với các nhân vật họ gặp trong suốt chiến dịch. Điều này bổ sung thêm một lớp chiến lược vào trong game, giúp người chơi hiểu rõ về tướng lĩnh trước khi đưa ra quyết định hợp lý.
Khi game vẫn còn trong giai đoạn tiền sản xuất vào tháng 11 năm 2016, Creative Assembly đã thông báo rằng tựa game Total War tiếp theo sẽ khám phá một kỷ nguyên mới thay vì là phần tiếp theo của bất kỳ phiên bản nào trước đó. Three Kingdoms đã được hãng Sega tiết lộ vào ngày 11 tháng 1 năm 2018 với một đoạn trailer phim giới thiệu. Theo kế hoạch ban đầu game sẽ được phát hành vào nửa cuối năm 2018, thế nhưng đã bị trì hoãn đến đầu năm 2019 để nhóm có thêm thời gian phát triển nhằm hoàn thành quá trình sản xuất game. Sau đó, ngày phát hành mới đã được công bố vào ngày 7 tháng 3 năm 2019, sau đó lại trì hoãn tới ngày 23 tháng 5 năm 2019.

## Nội dung có thể tải xuống
| Tên                     | Ngày phát hành | Mô tả                                                                                                   |
| ----------------------- | -------------- | --- |
| Yellow Turban Rebellion | 23/5/2019      | Thêm ba phe có thể chơi được liên quan với cuộc khởi nghĩa Khăn Vàng vào chiến dịch chính.              |
| Reign of Blood          | 27/6/2019      | Thêm máu và các hiệu ứng máu me.                                                                        |
| Eight Princes           | 8/8/2019       | Thêm một chiến dịch mới dựa trên sự kiện Loạn Bát Vương, được thiết lập 100 năm sau chiến dịch ban đầu. |

## Phản hồi

### Phản hồi chính
Total War: Three Kingdoms nhận được đánh giá tích cực từ các nhà phê bình, nhiều người đặc biệt ca ngợi cơ chế chơi trò chơi dựa trên nhân vật và các yếu tố dẫn chuyện. Chris Wray của wccftech mô tả trò chơi "gần hoàn hảo, với sự cân bằng tuyệt vời của chiến lược  4X và phát triển tập trung vào nhân vật và cách kể chuyện mới nổi" J Hafer của IGN đánh giá rằng Tam Quốc sẽ là ví dụ cho tất cả các trò chơi thuộc thể loại tiếp theo. Edwin Evans-Thirlwell của The Guardian đánh giá trò chơi "... là một thiên anh hùng ca thời kỳ tuyệt vời hiểu được những câu chuyện vĩ đại nhất được viết về con người, không phải đế chế." Jody Macgregor của PCGamer đã ca ngợi các yếu tố chiến dịch, nhưng nhận thấy trò chơi vẫn không thể thoát khỏi những vấn đề tồn tại từ lâu mà loạt game này luôn phải đối mặt, đánh giá Three Kingdoms "không phải là trò chơi Total War hay nhất nhưng không phải là tồi tệ nhất."
Chế độ Romance cũng được ca ngợi là mang đến những bổ sung hấp dẫn cho trò chơi, với nhiều người đánh giá so sánh nó với Total War: Warhammer. Preston Dozsa của CGMagazine đánh giá trò chơi "đại diện tốt nhất cho cả hai khía cạnh lịch sử và giả tưởng" Sean Martin từ Hooked Gamers trò chơi " Đây là trò chơi Total War hoàn toàn khác tôi thấy được kể từ Total War: Warhammer... lấy những gì hay trong phần giả tưởng và sử dụng nó để bổ sung cho các thành phần lịch sử của trò chơi." Denis Ryan của Rock, Paper, Shotgun cho biết trò chơi lấy cảm hứng từ nhiều trò chơi mà Creative Assembly đã tạo ra trong quá khứ và "mặc dù trông giống nhau nhưng thực sự không có trò chơi nào có sự kết hợp hoàn toàn giống nhau, cũng không có trò chơi chiến lược nào có vẻ tốt."
Ginny Woo của GameSpot ca ngợi hướng nghệ thuật và đồ họa, và câu chuyện bám sát với các nguồn tài liệu nhưng bản chất của câu chuyện và hướng dẫn cảm thấy như viết lại lịch sử. Chris Tapsell của Eurogamer nhận định trò chơi là "tham vọng và đôi khi áp đảo". Phil Iwaniuk của PCGamesN nói rằng trò chơi mang đến nhiều vấn đề cùng với sự đổi mới, lưu ý rằng mặc dù trò chơi mang đến một chiến dịch đáng nhớ, nhưng phần chiến đấu thời gian thực thiếu chiều sâu so với phần còn lại của loạt game.

### Doanh số bán hàng
Theo Creative Assembly, Total War: Three Kingdoms là trò chơi Total War được đặt hàng trước nhất từ trước đến nay. Trò chơi cũng lập kỷ lục người chơi đồng thời cho sê-ri Total War, với hơn 160.000 người chơi cùng lúc vào ngày phát hành và đạt 192.000 vào cuối tuần đầu tiên, trở thành trò chơi chiến lược được chơi đồng thời lớn nhất trên Steam. Trò chơi trở thành trò chơi bán chạy nhất trong lịch sử nhượng quyền thương mại, bán được hơn một triệu bản trong vòng chưa đầy một tuần kể từ khi phát hành lần đầu.